# Caméra au poing

Caméra au poing est une émission de la télévision française consacrée à la défense de la nature et des animaux composée de documentaires animaliers produits, réalisés, présentés et commentés par Christian Zuber. Elle a été diffusée sur la 2e chaîne de l'ORTF puis sur Antenne 2 et TF1.

## Grille de diffusion
- 12 novembre 1972 - 4 février 1973 : diffusion hebdomadaire, ORTF, 2e chaîne, 19:30
- 4 novembre 1973 - 10 février 1974 : diffusion hebdomadaire, ORTF, 2e chaîne, 19:30
- 10 novembre 1974 - 23 février 1975 : diffusion hebdomadaire, ORTF, 2e chaîne, 19:30, puis Antenne 2, 17:30
- 17 juillet 1976 - 11 septembre 1976 : diffusion hebdomadaire, Antenne 2, 18:30
- 30 août 1977 - 10 septembre 1977 : diffusion quotidienne, TF1, 12:30
- 19 décembre 1977 - 6 janvier 1978 : diffusion quotidienne, TF1, 18:55
- 14 août 1978 - 2 septembre 1978 : diffusion quotidienne, TF1, 19:45
- 23 juillet 1979 - 1er septembre 1979 : diffusion quotidienne, TF1, 19:45
- 30 juin 1980 - 10 septembre 1980 : diffusion quotidienne, TF1, 19h
- 29 juin 1981 - 4 septembre 1981 : diffusion quotidienne, TF1, 18:05

## Description
Le générique est un montage de courtes séquences où Christian Zuber filme différents animaux caméra au poing sur une musique d'Afrique du Sud : Foosman interprété par Little Kid Lex.                                   